# Anolis toldo
Anolis toldo är en ödleart som beskrevs av  Ansel Fong G. och GARRIDO 2000. Anolis toldo ingår i släktet anolisar, och familjen Polychrotidae. Inga underarter finns listade i Catalogue of Life.
Ödlan förekommer endemisk i östra Kuba. Den hittades i Alejandro de Humboldt nationalpark. Regionen är kullig och täckt av regnskog.
Populationen kommer bli hotad ifall gruvdrift etableras. IUCN listar arten som sårbar (VU).